# Mieux vaut en rire
Mieux vaut en rire est un recueil de nouvelles écrites par Roald Dahl, édité par Gallimard Jeunesse (hors série littérature) en 1999. 

## Contenu
Le livre regroupe douze nouvelles, qui partagent un esprit grinçant, : 
- La Grande Grammatisatrice automatique
- Madame Bixby et le manteau du Colonel
- Le Maître d'hôtel
- Un homme du Sud
- La Logeuse
- Un beau dimanche
- L'Homme au parapluie
- Tous les chemins mènent au ciel
- Gelée royale
- À moi la vengeance S.A.R.L.
- Le Connaisseur
- Cou